# О Джэ Сок
О Джэ Сок (кор. 오재석; род. 4 января 1990 года, Ыйджонбу, Южная Корея) — южнокорейский футболист, защитник японского клуба «Гамба Осака».

## Карьера

### Клубная
Воспитанник университета Кён Хи. Первым профессиональным клубом О Джэ Сока стал «Сувон Самсунг Блюуингз». Защитник провёл первый матч в команде 6 марта 2010 года против «Пусан Ай Парк», выйдя на игру в стартовом составе
.
10 марта 2010 года защитник дебютировал в Лиге чемпионов АФК (в выездном матче с сингапурским САФ)
.
Всего О Джэ Сок провёл «Сувон Блюуингз» за клуб 9 матчей в различных турнирах и в 2010 году стал обладателем кубка Кей-лиги
.
В 2011 году защитник выступал за «Канвон» на правах аренды. Впервые сыграл за новый клуб 5 марта 2011 года в матче против ФК «Кённам»
.
1 октября 2011 года О Джэ Сок забил первый гол в своей профессиональной карьере (в ворота «Чоннам Дрэгонз»)
.
В феврале 2012 года защитник заключил контракт с «Канвоном». Отыграл в южнокорейском клубе 1 сезон, после чего стал игроком японского клуба «Гамба Осака».

### В сборной
О Джэ Сок выступал за юношескую и молодёжную сборные Южной Кореи. В составе юношеской сборной был участником чемпионата мира—2007 (2 матча), а с молодёжной командой — в чемпионата мира—2009 (3 матча).
В составе олимпийской сборной Южной Кореи защитник участвовал в олимпийском футбольном турнире 2012, где сыграл 3 матча и завоевал вместе с командой бронзовые медали.

## Достижения
- Бронзовый призёр Летних Олимпийских игр (1): 2012
- Обладатель кубка Южной Кореи (1): 2010